# Bonnoeil
Bonnoeil är en kommun i departementet Calvados i regionen Normandie i norra Frankrike. Kommunen ligger i kantonen Falaise-Nord som ligger i arrondissementet Caen. År 2022 hade Bonnoeil 123 invånare.

## Befolkningsutveckling
Antalet invånare i kommunen Bonnoeil
Referens: INSEE